# Albertowsko
Albertowsko – wieś w Polsce położona w województwie wielkopolskim, w powiecie grodziskim, w gminie Grodzisk Wielkopolski.
Przez miejscowość przepływa niewielka rzeka, Dojca, prawobrzeżny dopływ Północnego Kanału Obry.
| SIMC    | Nazwa    | Rodzaj    |
| ------- | -------- | --------- |
| 0583881 | Julianka | część wsi |

W latach 1975–1978 miejscowość administracyjnie należała do województwa poznańskiego.
Założona została w XVIII w. W okresie kolonizacji olęderskiej przez Opalińskich – właścicieli dóbr grodziskich. Jej cechami charakterystycznymi są rozproszona zabudowa i ładne zadrzewienie; zwracają uwagę przede wszystkim dorodne dęby. Dwa drzewa zostały uznane za pomniki przyrody: dąb o obwodzie 650 cm przy pierwszym gospodarstwie położonym na płn.-wsch. od szkoły i kasztanowiec (obwód: 410 cm) we wsch. przysiółku Julianka.
W okresie Wielkiego Księstwa Poznańskiego (1815-1848) miejscowość wzmiankowana jako Albertowskie należała do wsi większych w ówczesnym powiecie bukowskim, który dzielił się na cztery okręgi (bukowski, grodziski, lutomyślski oraz lwowkowski). Albertowskie należały do okręgu lutomyślskiego i stanowiły część majątku Bukowiec, którego właścicielem był wówczas Szolc i Łubieński (posiadali oni także sąsiedni, rozległy majątek Grodzisk). W skład majątku Bukowiec wchodziło łącznie 7 wsi oraz Kozia karczma. Według spisu urzędowego z 1837 roku Albertowskie liczyły 611 mieszkańców i 114 dymów (domostw).